# آرتور پاژت
آرتور پاژت (انگلیسی: Arthur Paget; ۱ مارس ۱۸۵۱ – ۸ دسامبر ۱۹۲۸) نظامی و سیاست‌مدار اهل بریتانیا بود.